# Zwölf Apostel (Kapstadt)
Die Zwölf Apostel (englisch: Twelve Apostles) sind eine Bergkette, die sich in Kapstadt (Südafrika) vom Plateau des Tafelbergs entlang der Küste des Atlantiks in südwestlicher Richtung bis Hout Bay erstreckt. Seit 1998 ist das Gebiet Teil des Table-Mountain-Nationalparks.
Trotz ihres Namens, der sich auf die zwölf Jünger Jesu bezieht, sind die Erhebungen an der Küste der Kap-Halbinsel eine Abfolge von 18 Bergkuppen und dazwischenliegenden Tälern. Die Berge bestehen aus Tafelbergsandstein und weisen bis auf den Tafelberg Höhen bis zu 800 Meter auf. Der Maclear’s Beacon als höchste Erhebung des Tafelbergs ist 1087 Meter hoch. Die weiteren Gipfel heißen (von Nord nach Süd): Blinkwater Peak, Porcupine, Jubilee Barrier, Valken, Kasteel, Postern, Wood, Spring, Slangolie, Corridor, Grootkop, Separation, Victoria, Grove, Llandudno Peak, Llandudno Corner und Hout Bay Corner.